# Ngriil
Ngriil (auch: Chiyou, Ngriel) ist ein Ort im administrativen Staat Ngarchelong auf der Insel Babeldaob in Palau.

## Geographie
Der Ort liegt an der Südgrenze des Distrikts in direkter Nachbarschaft zu Choll im Staat Ngaraard im Süden. Der Ort liegt an einer Engstelle der Insel (Ngarchelong Isthmus) und am Fuße des Hügels Magachin (67 m) und hat nur eine kleine Einwohnerschaft. Die Umgebung ist geprägt von dichtem Wald und steilen Hügeln.
Im Norden schließt sich der Ort Mengellang an mit der Kirche der Ngarchelong Assembly Of God.

## Klima
Das Klima ist tropisch heiß, wird jedoch von ständig wehenden Winden gemäßigt. Ebenso wie die anderen Orte von Palau wird Ngriil gelegentlich von Zyklonen heimgesucht.